# Jürgen Renfordt
Jürgen Renfordt, né le 25 janvier 1955 à Wetter, est un chanteur et compositeur allemand.

## Biographie
Renfordt étudie la germanistique et le sport à l'université de la Ruhr à Bochum. il commence à chanter dans des groupes de rock.
En 1980, il se consacre au schlager. L'année suivante, il participe au concours de sélection allemande pour l'Eurovision et finit à la 4e place. Il multiplie alors les passages à la télévision. Il refait ce concours en 1984 et finit à la 8e place. La même année, en duo avec Denise, il reprend en allemand Don’t answer me de The Alan Parsons Project. Il est de nouveau au concours pour l'Eurovision en 1985 et finit 9e.
Sa carrière connaît un ralentissement. Il travaille principalement comme compositeur et parolier pour d'autres artistes : Sandy Wagner, Michael Holm, Ibo, Roy Black, Die Flippers... jusqu'en 1988, où il a son plus grand succès avec Zu verkaufen: Ein schneeweißes Brautkleid, chanson à laquelle on ne croyait pas.
Renfordt se montre alors hostile à l'industrie du disque. En tant que compositeur, il a du succès à l'étranger. À ce jour, près de 500 titres ont été écrits par lui.
Il travaille aussi comme animateur de radio et de télévision à la WDR, principalement sur WDR 4, mais aussi en tant qu'auteur et producteur.

## Discographie
Albums
- 1989: Herzgefühle
- 1990: Versuchs mal mit Liebe
- 1993: Lust auf Gefühl
- 1995: Für immer
- 1996: Regenbogenland
- 2002: Wer lieben will muss fühlen
- 2004: Im Namen der Liebe
- 2007: Renfordt

## Source de la traduction
- (de) Cet article est partiellement ou en totalité issu de l’article de Wikipédia en allemand intitulé « Jürgen Renfordt » (voir la liste des auteurs).